# Noccaea pumila
Noccaea pumila är en korsblommig växtart som först beskrevs av Christian von Steven, och fick sitt nu gällande namn av Ernst Gottlieb von Steudel. Noccaea pumila ingår i släktet backskärvfrön, och familjen korsblommiga växter. Inga underarter finns listade i Catalogue of Life.